# Lorenz Johann von Wiegel
Lorenz Johann von Wiegel (* Dezember 1728 in Livland; † 5. Januar 1794 in Thorn) war ein preußischer Generalmajor und der erste preußische Kommandant von Thorn.

## Leben
Wiegel kam im Jahr 1743 als Gefreitenkorporal in das Infanterieregiment „von la Motte“. Während des Zweiten Schlesischen Krieges nahm er an den Schlachten von Hohenfriedberg und Soor sowie am Gefecht bei Habelschwerdt teil. Nach dem Krieg wurde Wiegel am 23. Februar 1747 Fähnrich und am 30. Mai Sekondeleutnant. Während des Siebenjährigen Krieges kämpfte er in den Schlachten von Lobositz und Prag. Zudem wurde er bei
Kolin und Torgau verwundet. Des Weiteren kämpfte er in den Gefechten von Neustadt, Holitz, Jauernick und Kuttenberg und auch bei den Belagerungen von Prag und Neisse. In der Zeit wurde er am 10. November 1757 zum Premierleutnant und am 2. Mai 1762 zum Stabshauptmann befördert. 
Nach dem Krieg stieg Wiegel am 1. August 1768 zum Hauptmann und Kompaniechef auf. Am 4. Mai 1778 wurde er Major und nahm als solcher am Bayrischen Erbfolgekrieg teil. Am 20. Mai 1787 wurde er Oberstleutnant, am 20. Mai 1789 Oberst und am 27. August 1789 wurde er zudem Regimentskommandeur ernannt. Außerdem erhielt er den Orden Pour le Mérite. Er behielt die Position bis zum 4. Mai 1793, als er als Kommandant nach Thorn versetzt wurde, was ihm auch 1800 Taler Gehalt einbrachte. Am 28. Mai 1793 wurde er auch noch Generalmajor. Er starb am 5. Januar 1794 in Thorn.

## Familie
Wiegel war mit Auguste Charlotte von Glasenapp (* 1733; † 30. November 1805), verwitwete von Weyher verheiratet. Nach seinem Tod erhielt die Witwe eine Pension von 150 Talern.